# Walter Leslie

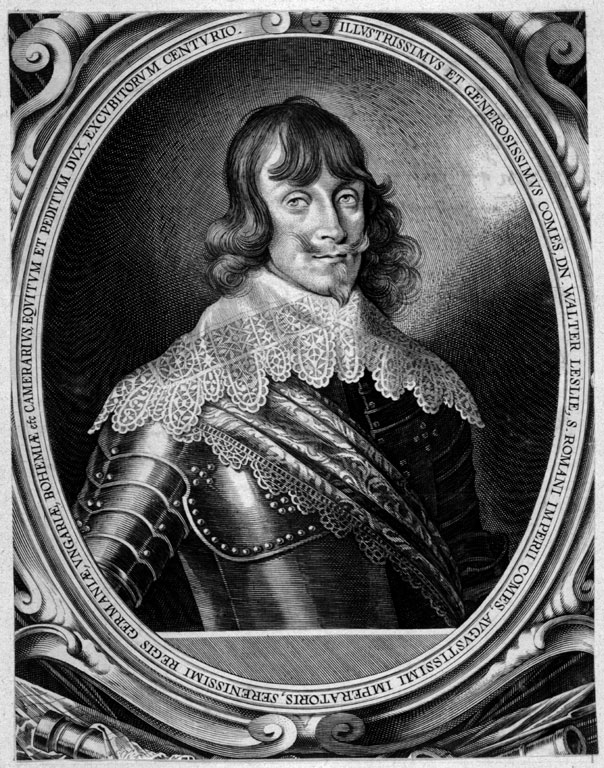
Walter Leslie

Walter Leslie, född 1606 i Aberdeenshire, död 1667 i Wien, var en skotsk greve och militär.
Leslie gick i kejserlig krigstjänst, var 1632 major och utmärkte sig för stora tapperhet, bland annat i slaget vid Lützen där han togs till fånga av de svenska trupperna. Vid mordet på Albrecht von Wallenstein 1634 var Leslie den drivande kraften och reste själv med budet om dådet till Wien. Därmed var hans lycka gjord och han belönades rikt med ämbeten och ägodelar. 1650 blev han vicepresident i hovkrigsrådet och fältmarskalk. 1665 sändes han som ambassadör till Konstantinopel. Han var sedan 1647 gift med grevinnan Anna Francisca von Dietrichstein.